# 山田美樹
山田 美樹（やまだ みき、1974年3月15日 - ）は、日本の政治家、通産官僚。自由民主党所属の元衆議院議員（4期）、自由民主党副幹事長。
環境副大臣、外務大臣政務官を歴任した。

## 来歴
東京都品川区生まれ。父はエンジニア、母はピアノ講師。桜蔭中学校・高等学校、東京大学法学部卒業。
1996年、通商産業省（現：経済産業省）に入省し、世界貿易機関 (WTO) での通商交渉や特許庁の組織改革に携わった。26歳でアメリカ合衆国コロンビア大学大学院に留学し、経営学修士号を取得。帰国後は内閣官房へ出向。30歳で経産省を退官し、ボストン・コンサルティング・グループ勤務を経て、エルメス・ジャポンに入社。
2011年11月、自由民主党東京都連が実施した候補者公募に合格し、東京1区で公認を受ける。
2012年、第46回衆議院議員総選挙では、民主党前職で元経済産業大臣の海江田万里を1,134票の差で破り初当選した（海江田は比例復活）。なお、全国300の選挙区で、東京1区は最後に当落が決まった。
2014年、第47回衆議院議員総選挙では、現職の民主党代表であった海江田を比例復活を許さずに破り、再選。野党第1党党首が落選するのは、1949年1月の第24回衆議院議員総選挙で日本社会党委員長であった片山哲（第46代内閣総理大臣）が落選して以来、65年ぶりのことである。
2015年10月に発足した第3次安倍改造内閣において、外務大臣政務官に就任。
2017年、第48回衆議院議員総選挙では、立憲民主党に移籍した海江田に敗れたものの、惜敗率96.8%で比例復活当選し、3選。
2021年10月31日、第49回衆議院議員総選挙で立憲民主党から出馬した海江田を破り4選（海江田は比例復活）。
2022年8月に発足した第2次岸田第1次改造内閣において、環境副大臣に就任。
2024年9月27日に行われた自民党総裁選挙において小泉進次郎の推薦人に名を連ねた。
同年、第50回衆議院議員総選挙では、不記載問題の影響で比例代表での重複立候補が認められず、選挙区で海江田に敗れたため落選。

## 政策・主張

### 憲法
- 憲法改正について、2012年の毎日新聞社のアンケートで「賛成」と回答[8]。2017年のアンケートで「どちらかといえば賛成」と回答[9]。2021年のアンケートで「どちらかといえば反対」と回答[10]。

- 改正すべき項目として「自衛隊の保持を明記する」「教育の充実に向けた環境整備を行う旨を明記する」「各都道府県から必ず1人は参議院議員を選出するよう明記する」「地方公共団体の権限強化を明記する」と主張[10]。

- 9条改憲について、2021年の毎日新聞社のアンケートで「改正して自衛隊の存在を明記すべきだ」と回答[11]。

- 憲法を改正し緊急事態条項を設けることについて、2021年の毎日新聞社のアンケートで「賛成」と回答[11]。

### 外交・安全保障
- 安全保障関連法の成立について、2017年のアンケートで「評価する」と回答[9]。

- 「他国からの攻撃が予想される場合には敵基地攻撃もためらうべきではない」との問題提起に対し、2021年のアンケートで「どちらかと言えば賛成」と回答[10]。

- 「北朝鮮に対しては対話よりも圧力を優先すべきだ」との問題提起に対し、2017年のアンケートで「賛成」と回答[9]。2021年のアンケートで「どちらかと言えば賛成」と回答[10]。

- 普天間基地の辺野古移設について、2021年のアンケートで「賛成」と回答[10]。

- 徴用工訴訟などの歴史問題をめぐる日韓の関係悪化についてどう考えるかとの問いに対し、2021年の毎日新聞社のアンケートで「より強い態度で臨む」と回答[11]。

### ジェンダー
- 選択的夫婦別姓制度の導入について、2014年のアンケートで「反対」と回答[12]。。2017年のアンケートで「どちらとも言えない」と回答[9]。2021年のアンケートで回答しなかった[10]。

- 同性婚を可能とする法改正について、2017年のアンケートで「どちらとも言えない」と回答[9]。2021年のアンケートで回答しなかった[10]。

- 「LGBTなど性的少数者をめぐる理解増進法案を早期に成立させるべきか」との問題提起に対し、2021年のアンケートで回答しなかった[10]。

- クオータ制の導入について、2021年の毎日新聞社のアンケートで「反対」と回答[11]。

### その他
- アベノミクスについて、2017年のアンケートで「評価する」と回答[9]。

- 安倍内閣による森友学園問題・加計学園問題への対応について、2017年のアンケートで「どちらかと言えば評価する」と回答[9]。

- 森友学園への国有地売却をめぐる公文書改竄問題で、2021年5月6日、国は「赤木ファイル」の存在を初めて認めた[13]。しかし5月13日、菅義偉首相はファイルの存在を踏まえた再調査を行わない考えを報道各社に書面で示した[14]。9月の自民党総裁選挙で総裁に選出された岸田文雄も10月11日、衆議院本会議の代表質問で再調査の実施を否定した[15]。国の対応をどう考えるかとの同年の毎日新聞社のアンケートに対し「これ以上、調査や説明は必要ない」と回答[11]。

- 「治安を守るためにプライバシーや個人の権利が制約されるのは当然だ」との問題提起に対し、2017年のアンケートで「どちらとも言えない」と回答[9]。

- 「原子力発電所は日本に必要だと思うか」との2021年の毎日新聞社のアンケートに対し「必要」と回答[11]。

- 日本のTPP参加に賛成[8]。

- 組織的な犯罪の処罰及び犯罪収益の規制等に関する法律（組織犯罪処罰法）の改正（共謀罪法）について、2017年のアンケートで「評価する」と回答[9]。

- 新基準を満たした原発は再稼働すべきだとしている[8]。

- 政党への企業・団体献金を全面的に禁止する必要はないとしている[8]。

- 衆議院の定数削減について、比例代表を削減するべきとしている[8]が、2017年に自分自身が比例復活当選となってしまった。

- 服飾関連企業であるエルメス・ジャポンで営業企画に携わった経験から、「魅力あるファッションや文化の世界への発信」を政策に掲げている[16]。

- 公共事業による雇用創出には「どちらかといえば賛成」と回答[9]。

- 2012年には消費税の5年以内の増税に賛成していたが[17]、2017年には消費増税の先送りを評価する方へ転じた[9]。消費税10％そのものについては賛成[9]。

- 受動喫煙防止を目的とした健康増進法改正案に反対。

- 2017年2月15日の厚生労働部会において、「追加投資となったら零細は潰れてしまう。喫煙客はもう来なくなる。これからオリンピックだから景気を盛り上げて行こうとしているのに、逆に進んでいる」と主張した[18]。

## 不祥事

### 運動員の交通事故
- 2014年、衆院選公示期間中の12日、運動員が選挙区内で人身事故を起こし、被害者が救急搬送される近くで街頭演説を行っていたことが分かった。翌日に被害者の入院先を訪ねてきた秘書が、応対した親族に「（投開票後の）月曜まで待ってくれ」などと言って身分を明かさなかったことも判明した。被害者側は「非常識だ」と批判しており、事務所は取材に対し、本人に事故をすぐ報告すべきだったと述べている[19]。

### 政治資金パーティー収入の裏金問題
- 自民党5派閥の政治資金パーティーの裏金問題をめぐり、2018年から2022年の5年間で安倍派から受け取ったキックバックの76万円を政治資金収支報告書に記載していなかった[20]。

## 人物
- 2018年6月6日、自由民主党の山口泰明組織運動本部長によれば、山田は「去年1年間に獲得した党員数」が最も低い10人とされる「自民党ワースト10」に選ばれている[21]。

### 統一教会との関係
- 2022年6月13日、世界平和統一家庭連合（旧統一教会）の関連団体「天宙平和連合」が創設した世界平和国会議員連合の日本の議員連盟「日本・世界平和議員連合懇談会」の総会を開催。山田は同議連に参加し、幹事に就任した。総会では顧問である国際勝共連合会長の梶栗正義が講演をし、統一教会の関連団体「平和政策研究所（IPP）」が発行する「政策情報レポート」が配られた。総会資料のアンケート用紙には、梶栗が会長を務める統一教会の友好団体「世界平和連合」[22]に関する記述があり、「次期参議院選挙の地方区で、世界平和連合の応援を希望する議員がおられればお書き下さい」と書かれてあった[23]。

## 選挙歴
| 当落 | 選挙                   | 執行日         | 年齢 | 選挙区              | 政党       | 得票数     | 得票率 | 定数 | 得票順位 /候補者数 | 政党内比例順位 /政党当選者数 |
| ---- | ---------------------- | -------------- | ---- | ------------------- | ---------- | ---------- | ------ | ---- | ------------------ | ---------------------------- |
| 当   | 第46回衆議院議員総選挙 | 2012年12月16日 | 38   | 東京1区             | 自由民主党 | 8万2013票  | 55.68% | 1    | 1/9                | /                            |
| 当   | 第47回衆議院議員総選挙 | 2014年12月14日 | 40   | 東京1区             | 自由民主党 | 10万7015票 | 42.66% | 1    | 1/6                | /                            |
| 比当 | 第48回衆議院議員総選挙 | 2017年10月22日 | 43   | 比例東京（東京1区） | 自由民主党 | 9万3234票  | 39.41% | 1    | 2/6                | 2/6                          |
| 当   | 第49回衆議院議員総選挙 | 2021年10月31日 | 47   | 東京1区             | 自由民主党 | 9万9133票  | 39.01% | 1    | 1/4                | /                            |
| 落   | 第50回衆議院議員総選挙 | 2024年10月27日 | 50   | 東京1区             | 自由民主党 | 5万5040票  | 30.92% | 1    | 2/9                | /                            |

## 出演
- ネプリーグ（2019年10月28日）[24]